# Mariano Moreno (ort)
Mariano Moreno är en ort i Argentina.   Den ligger i provinsen Neuquén, i den sydvästra delen av landet, 1 100 km väster om huvudstaden Buenos Aires. Mariano Moreno ligger 773 meter över havet och antalet invånare är 2 225.
Terrängen runt Mariano Moreno är varierad. Mariano Moreno ligger nere i en dal. Närmaste större samhälle är Zapala, 16,7 km söder om Mariano Moreno. 
Omgivningarna runt Mariano Moreno är i huvudsak ett öppet busklandskap. Runt Mariano Moreno är det mycket glesbefolkat, med 7 invånare per kvadratkilometer.